# Saison 2020-2021 du FC Nantes
Maillots
Dernière mise à jour : 14 juin 2021.
Chronologie
Saison précédente Saison suivante
La saison 2020-2021 du FC Nantes est la 78e saison de l'histoire du club nantais. Le club est engagé dans deux compétitions : la Ligue 1 (53e participation) et la Coupe de France (78e participation).

## Pré-saison
- 16 juin : reprise de l'entraînement à la Jonelière.
- 9 juillet : calendrier de la Ligue 1 dévoilé par la LFP.
- 10 juillet : officialisation du nouvel équipementier Macron pour les 5 prochaines saisons.
- 13 au 18 juillet : stage de préparation à Annecy.
- 16 juillet : Macron dévoile le nouveau maillot domicile de la saison.
- 24 juillet : Macron dévoile le nouveau maillot extérieur de la saison.
- 22 août : 1er match de Ligue 1.

## Effectif et encadrement

### Transferts
| Nom                      | Nationalité                      | Poste     | Transfert                     | Provenance/Destination | Division           | Référence |
| ------------------------ | -------------------------------- | --------- | ----------------------------- | ---------------------- | ------------------ | --------- |
| Arrivées                 |                                  |           |                               |                        |                    |           |
| Jean-Charles Castelletto | Cameroun                         | Défenseur | Libre                         | Stade brestois 29      | Ligue 1            | Référence |
| Sébastien Corchia        | France                           | Défenseur | Libre                         | Séville FC             | LaLiga Santander   | Référence |
| Ludovic Blas             | France                           | Milieu    | Levée d'OA automatique (8 M€) | EA Guingamp            | Ligue 2            | Référence |
| Pedro Chirivella         | Espagne                          | Milieu    | Libre                         | Liverpool FC           | Premier League     | Référence |
| Moses Simon              | Nigeria                          | Milieu    | Levée d'OA (5 M€)             | Levante UD             | LaLiga             | Référence |
| Jean-Kévin Augustin      | France                           | Attaquant | Libre                         | RB Leipzig             | Bundesliga         | Référence |
| Randal Kolo Muani        | France                           | Attaquant | Retour de prêt                | US Boulogne            | National           | -         |
| Départs                  |                                  |           |                               |                        |                    |           |
| Quentin Braat            | France                           | Gardien   | Transfert                     | Chamois niortais FC    | Ligue 2            | Référence |
| Maxime Dupé              | France                           | Gardien   | Transfert (500 K€)            | Toulouse FC            | Ligue 2            | Référence |
| Alexandre Olliero        | France                           | Gardien   | Prêt                          | Pau FC                 | Ligue 2            | Référence |
| Josué Homawoo            | Togo                             | Défenseur | Transfert                     | FC Lorient             | Ligue 1            | Référence |
| Molla Wagué              | Mali                             | Défenseur | Prêt avec OA                  | Amiens SC              | Ligue 2            | Référence |
| Abou Ba                  | France                           | Milieu    | Prêt avec OA                  | Cosenza Calcio         | Serie B            | Référence |
| Cristian Benavente       | Pérou                            | Milieu    | Fin de prêt                   | Royal Antwerp FC       | Jupiler Pro League | Référence |
| Lucas Evangelista        | Brésil                           | Milieu    | Prêt avec OA                  | Red Bull Bragantino    | Brasileirão        | Référence |
| Rene Krhin               | Slovénie                         | Milieu    | Fin de contrat                | -                      | -                  | -         |
| Samuel Moutoussamy       | République démocratique du Congo | Milieu    | Prêt                          | Fortuna Sittard        | Eredivisie         | Référence |
| Elie Youan               | France                           | Attaquant | Prêt avec OA                  | FC Saint-Gall          | Super League       | Référence |

| Nom                | Nationalité | Poste      | Transfert       | Provenance/Destination | Division     | Référence |
| ------------------ | ----------- | ---------- | --------------- | ---------------------- | ------------ | --------- |
| Arrivées           |             |            |                 |                        |              |           |
| Raymond Domenech   | France      | Entraîneur | Libre           | -                      | -            | Référence |
| Antoine Kombouaré  | France      | Entraîneur | Libre           | -                      | -            | Référence |
| Alban Lafont       | France      | Gardien    | Levée d'OA      | ACF Fiorentina         | Serie A      | Référence |
| Départs            |             |            |                 |                        |              |           |
| Raymond Domenech   | France      | Entraîneur | Contrat résilié | -                      | -            | Référence |
| Christian Gourcuff | France      | Entraîneur | Contrat résilié | -                      | -            | Référence |
| Elie Youan         | France      | Attaquant  | Levée d'OA      | FC Saint-Gall          | Super League | Référence |

| Nom            | Nationalité | Poste     | Transfert    | Provenance/Destination | Division            | Référence |
| -------------- | ----------- | --------- | ------------ | ---------------------- | ------------------- | --------- |
| Arrivées       |             |           |              |                        |                     |           |
| Départs        |             |           |              |                        |                     |           |
| Mehdi Abeid    | Algérie     | Milieu    | Transfert    | Al Nasr Dubaï          | Arabian Gulf League | Référence |
| Abdoulaye Dabo | France      | Attaquant | Prêt avec OA | Juventus FC -23 ans    | Serie A             | Référence |

## Matchs de la saison

### Matchs officiels de la saison
Le club est engagé dans deux compétitions : la Ligue 1 (53e participation) et la Coupe de France (78e participation).
- La Ligue 1 2020-2021 est la quatre-vingt-troisième édition du championnat de France de football et la dix-neuvième sous l'appellation « Ligue 1 ». La division oppose vingt clubs en une série de trente-huit rencontres. Les meilleurs de ce championnat se qualifient pour les coupes d'Europe que sont la Ligue des champions, la Ligue Europa et la Ligue Europa Conférence. Le FC Nantes participe à cette compétition pour la cinquante-troisième fois de son histoire.
- La Coupe de France 2020-2021 est la 104e édition de la coupe de France, une compétition à élimination directe mettant aux prises tous les clubs de football amateurs et professionnels à travers la France métropolitaine et les DOM-TOM. Elle est organisée par la FFF et ses ligues régionales.

#### Classement
| Rang | Équipe            | Pts | J  | G  | N  | P  | Bp | Bc | Diff | Qualification ou relégation            |
| ---- | ----------------- | --- | -- | -- | -- | -- | -- | -- | ---- | -------------------------------------- |
| 16   | FC Lorient P      | 42  | 38 | 11 | 9  | 18 | 50 | 68 | −18  |                                        |
| 17   | Stade brestois 29 | 41  | 38 | 11 | 8  | 19 | 50 | 66 | −16  |                                        |
| 18   | FC Nantes         | 40  | 38 | 9  | 13 | 16 | 47 | 55 | −8   | Participation au barrage de relégation |
| 19   | Nîmes Olympique   | 35  | 38 | 9  | 8  | 21 | 40 | 71 | −31  | Relégation en Ligue 2                  |
| 20   | Dijon FCO         | 21  | 38 | 4  | 9  | 25 | 25 | 73 | −48  | Relégation en Ligue 2                  |

## Statistiques

### Statistiques collectives
| Compétition     | Débute au tour | Termine        | Matches joués | Gagnés | Nuls | Perdus | Buts pour | Buts contre | Différence | Cartons jaunes | Cartons rouges |
| --------------- | -------------- | -------------- | ------------- | ------ | ---- | ------ | --------- | ----------- | ---------- | -------------- | -------------- |
| Ligue 1         | -              | -              | 38            | 9      | 13   | 16     | 47        | 55          | -8         | 73             | 4              |
| Coupe de France | 1/32 de finale | 1/32 de finale | 1             | 0      | 0    | 1      | 2         | 4           | -2         | 1              | 0              |
| Total           | -              | -              | 41            | 10     | 13   | 18     | 51        | 61          | -10        | 74             | 4              |

### Canari du mois
Le FC Nantes a mis en place en 2017-2018, un système permettant aux supporters de voter pour le meilleur joueur nantais durant chaque mois de l'année. (Entre parenthèses, le nombre de trophées remportés par le joueur.)
| Mois                          | Lauréat               |
| ----------------------------- | --------------------- |
| Août 2020                     | Andrei Girotto (2)    |
| Septembre 2020                | Randal Kolo Muani (1) |
| Octobre 2020                  | Randal Kolo Muani (2) |
| Novembre 2020                 | Alban Lafont (1)      |
| Décembre 2020                 | Alban Lafont (2)      |
| Janvier 2021                  | Sébastien Corchia (1) |
| Février 2021                  | Ludovic Blas (3)      |
| Mars 2021                     | Randal Kolo Muani (3) |
| Avril 2021                    | Pedro Chirivella (1)  |
| Mai 2021                      | Ludovic Blas (4)      |
| Canari de la saison 2020-2021 | Ludovic Blas          |

### Équipe-type
| Lafont (c) Corchia Girotto Pallois Traoré Blas Louza Chirivella Simon Kolo Muani Coulibaly |
| Équipe-type du FC Nantes lors de la saison 2020-2021.                                      |
| Lafont (c) Corchia Girotto Pallois Traoré Blas Louza Chirivella Simon Kolo Muani Coulibaly |

| no | Joueur            | Nat. | Poste             | MJ | Doublure                 | MJ |
| -- | ----------------- | ---- | ----------------- | -- | ------------------------ | -- |
| 1  | Alban Lafont      |      | Gardien de but    | 40 | Denis Petrić             | 0  |
| 24 | Sébastien Corchia |      | Latéral droit     | 26 | Dennis Appiah            | 24 |
| 3  | Andrei Girotto    |      | Défenseur central | 36 | Jean-Charles Castelletto | 26 |
| 4  | Nicolas Pallois   |      | Défenseur central | 34 | Jean-Charles Castelletto | 26 |
| 14 | Charles Traoré    |      | Latéral gauche    | 24 | Fábio                    | 22 |
| 10 | Ludovic Blas      |      | Milieu droit      | 37 | Marcus Coco              | 34 |
| 26 | Imran Louza       |      | Milieu défensif   | 35 | Abdoulaye Touré          | 29 |
| 5  | Pedro Chirivella  |      | Milieu défensif   | 33 | Mehdi Abeid              | 18 |
| 27 | Moses Simon       |      | Milieu gauche     | 35 | Kader Bamba              | 27 |
| 23 | Randal Kolo Muani |      | Attaquant         | 39 | Renaud Emond             | 22 |
| 7  | Kalifa Coulibaly  |      | Attaquant         | 18 | Bridge Ndilu             | 6  |

## Business Club FC Nantes
- Club Entreprises du FC Nantes[2]
  - Anvolia
  - Artipôle
  - Crédit mutuel
  - Flamino
  - LNA Santé
  - Macron
  - Maisons Pierre
  - Manitou
  - Millet Fenêtres et Façades
  - Nantes Métropole
  - Préservation du Patrimoine
  - Proginov
  - Synergie

## Affluence et télévision

### Affluence
Pour les 2 premières rencontres, la capacité maximale de spectateurs dans les tribunes est restreinte à 5 000 personnes, en raison de la pandémie de Covid-19. La jauge est diminuée à 1 000 spectateurs à partir de la 7ème journée. Dès la 9ème journée, les rencontres se déroulent à huis clos, à la suite du confinement de la population sur l'ensemble du territoire français.
L'affluence à domicile du FC Nantes atteint un total :
- de 10 069 spectateurs en 20 rencontres de Ligue 1, soit une moyenne de 503/match.
- de 0 spectateurs en 1 rencontre de Coupe de France, soit une moyenne de 0/match.
- de 10 069 spectateurs en 21 rencontres toutes compétitions confondues, soit une moyenne de 479/match.

Affluence du FC Nantes à domicile

### Retransmission télévisée
| Diffuseur                                   | Rencontres |
| ------------------------------------------- | ---------- |
| Téléfoot                                    | 19         |
| Canal+                                      | 9          |
| Canal+ Sport                                | 8          |
| Canal+ Décalé                               | 1          |
| Co-diffusion beIN Sports 1 et Canal+        | 1          |
| Co-diffusion beIN Sports 1 et Canal+ Sport  | 1          |
| Co-diffusion Canal+ et Téléfoot             | 1          |
| Co-diffusion Eurosport 2 & France 3 Régions | 1          |
| Total                                       | 41         |